# سیارک ۱۸۹۶۹
سیارک ۱۸۹۶۹ (به انگلیسی: 18969 Valfriedmann، نامگذاری:2000QY152) هجده هزار و نهصد و شصت و نهمین سیارک کشف شده‌است که در ۲۹ اوت ۲۰۰۰ کشف شد.
قدر مطلق سیارک برابر ۱۰.۷ است.